# Ablautus vanduzeei
Ablautus vanduzeei là một loài ruồi trong họ Asilidae. Ablautus vanduzeei được Wilcox miêu tả năm 1935. Loài này phân bố ở vùng Tân Bắc giới.